# Катя Замолодчикова
Бра́йан Джо́зеф Макку́к (англ. Brian Joseph McCook; род. 1 мая 1982, Бостон) — американский комик, актёр, писатель и певец. Более известен под своим драг-именем Екатерина Петровна Замолодчикова (англ. Yekaterina Petrovna Zamolodchikova) или просто Катя (англ. Katya). Популярность ему принесло участие в седьмом сезоне шоу «Королевские гонки Ру Пола».

## Биография
Брайан Маккук родился в 1982 году в Бостоне (Мальборо), Массачусетс, в семье ирландских американцев-католиков. У него есть старший брат и младшая сестра. В 2000 году он поступил в Бостонский университет, однако в следующем году перевелся в Массачусетский колледж искусства и дизайна, где изучал современное искусство и психологию, там же начал интересоваться дрэгом.

## Карьера

### Ранние годы
Русская дрэг-персона Екатерина Петровна Замолодчикова появилась в 2006 году, она получила своё имя в честь гимнастки Елены Замолодчиковой. При создании образа Маккук вдохновлялся интересными и комедийными женщинами-актрисами, такими как Трейси Ульман, Мария Бэмфорд, Эми Седарис. Одним из главных вдохновителей стала преподаватель Массачусетского колледжа, которая «никогда не выходила из дома без полного макияжа и шестидюймовых шпилек даже в снежную погоду». Для полного довершения образа он посещал курсы русского языка, а чтобы добиться идеального русского акцента прослушал аудиокурс «Произноси идеально».
Как Катя Маккук выступал с собственным дрэг-шоу шоу «Перестройка» на сцене «Jacques Cabaret». Помимо юмористических монологов он также исполнял песни таких российских знаменитостей как Алла Пугачёва, Ирина Аллегрова, t.A.T.u. и Глюк'oza.

### «Королевские гонки Ру Пола»
Перед тем как попасть в шоу «Королевские гонки Ру Пола», Катя четырежды безуспешно проходила прослушивание, однако в 2014 году она получила приглашение поучаствовать в седьмом сезоне. На соревновании Катя дважды побеждала в главных испытаниях, однако была исключена в 11 эпизоде, финишировав на пятом месте. Её исключение вызвало ряд споров в сети, поскольку она была любимицей зрителей. Во время финального эпизода Кате был вручён приз зрительских симпатий «Мисс конгениальность».
В 2016 году Катя появилась в финале восьмого сезона шоу, чтобы передать данный титул Синтии Ли Фонтейн.
В том же году Катя Замолодчикова стала участницей второго сезона шоу «Королевские гонки Ру Пола: Все звёзды», где заняла второе место, уступив Аляске.

### Прочие проекты
На своём канале на YouTube Катя снимала несколько веб-сериалов «RuGRETs», «RuFLECTIONS», «Drag 10»1, «Total RuCall» и «Irregardlessly Trish». Все шоу были чисто импровизационными.
В ноябре 2015 года Катя появилась на рождественском альбоме Ру Пола Christmas Queens, исполнив песню «The Twelve Days of Christmas». А в 2017 году она появилась на рождественском альбоме Трикси Маттел Homemade Christmas с песней «The Night Before Contact».
В сотрудничестве с Трикси Маттел появилось в 2016 году шоу «UNHhhh», которое по сей день выходит на официальном канале WOWPresents Plus на YouTube. В 2017 году они начали совместное шоу под названием «Шоу Трикси и Кати», которое транслировалось на Viceland.
В 2018 году Катя сыграла главную роль в фильме «Ураган Бьянка 2: Из России с ненавистью».
Весной 2019 года Катя отправилась в мировой тур с шоу «Помогите, я умираю», которое насчитывает уже более восьмидесяти дат. В ноябре совместно с Трикси Маттел начали вести новое шоу на YouTube «I Like to Watch», где они оценивают новинки сериалов от Netflix.
14 июля 2020 года Катя и Трикси Маттел выпустили совместную книгу «Trixie and Katya’s Guide to Modern Womanhood» (рус. Справочник для современной женщины от Трикси и Кати). Книга заняла второе место в списке бестселлеров по версии The New York Times.
13 ноября 2020 года состоится релиз дебютного альбома Кати — Vampire Fitness

## Личная жизнь
В январе 2018 года Маккук объявил перерыв в своей дрэг-деятельности по причине психического нездоровья, а его предстоящий тур был отложен до 2019 года. В одном из своих подкастов он объяснил, что проблемы с психическим здоровьем случились из-за передозировки метамфетаминами, он некоторое время жил со своей семьей в Массачусетсе, прежде чем лечь в клинику в Аризоне.

## Фильмография

### Телевидение
| Год       | Название                                  | Роль                     | Примечания                                      |
| --------- | ----------------------------------------- | ------------------------ | ----------------------------------------------- |
| 2011      | Королевские гонки Ру Пола                 | Она сама (в драге)       | 3 сезон, 1 эпизод                               |
| 2015      | Королевские гонки Ру Пола                 | Она сама (в драге)       | 7 сезон — 5 место, титул «Мисс конгениальность» |
| 2015      | Королевские гонки Ру Пола: Закулисье      | Она сама (в драге)       | 7 сезон                                         |
| 2016      | Королевские гонки Ру Пола                 | Она сама (в драге)       | 8 сезон, 10 эпизод                              |
| 2016      | Gay for Play Game Show Starring RuPaul    | Он сам (судья)           | 1 сезон, 2 эпизод                               |
| 2016      | Королевские гонки Ру Пола: Все звёзды     | Она сама (в драге)       | 2 сезон — финалистка                            |
| 2017      | Дом игр                                   | Она сама (в драге)       | 3 сезон, 8 эпизод                               |
| 2017-2018 | Шоу Трикси и Кати                         | Она сама (в и вне драга) | Ведущая                                         |
| 2018      | Топ-модель по-американски                 | Она сама (в драге)       | 24 сезон, 6 эпизод                              |
| 2018      | Королевские гонки Ру Пола                 | Она сама (в драге)       | 10 сезон, 1 эпизод                              |
| 2018      | Комната 104                               |                          | 2 сезон, 3 эпизод                               |
| 2019      | Городские истории                         | Священник                | 7 эпизод                                        |
| 2019      | Королевские гонки Ру Пола: Великобритания | Она сама (в драге)       | 1 сезон, 6 эпизод                               |
| 2020      | ЭйДжей и Королева                         | Магда                    | 1 сезон, 2 эпизод                               |
| 2020      | Помогите, я умираю                        | Она сама (в драге)       | Псевдодокументальный комедийный фильм           |
| 2020      | С любовью, Виктор                         | Она сама (в драге)       | 1 сезон, 8 серия                                |

### Веб-сериалы
| Год            | Название                        | Роль               | Примечания                                                            |
| -------------- | ------------------------------- | ------------------ | --------------------------------------------------------------------- |
| 2015           | RuFLECTIONS                     | Она сама (в драге) | Обсуждение седьмого сезона «Королевских гонок Ру Пола»                |
| 2015           | RuGRETS                         | Она сама (в драге) | Обсуждение седьмого сезона «Королевских гонок Ру Пола»                |
| 2015           | Irregardlessly Trish            | Триш               | Сериал о похождениях её альтер эго Триш                               |
| 2015           | Fashion Photo RuView            | Она сама (в драге) | Приглашённая ведущая (с Трикси Маттел)                                |
| 2016           | Я не доктор! С доктором Катей   | Она сама (в драге) |                                                                       |
| 2016           | Дрэг 101                        | Она сама (в драге) |                                                                       |
| 2016           | Total RuCall                    | Она сама (в драге) | Обсуждение второго сезона шоу «Королевские гонки Ру Пола: Все звёзды» |
| 2016-настоящее | UNHhhh                          | Она сама (в драге) | Совместно с Трикси Маттел                                             |
| 2018           | Fashion Photo RuView            | Она сама (в драге) | Приглашённая ведущая (с Вайлет Чачки)                                 |
| 2019           | Runway Rewind                   | Она сама (в драге) | Приглашённая ведущая (с Вайлет Чачки)                                 |
| 2019           | I Like to Watch                 | Она сама (в драге) | Совместно с Трикси Маттел                                             |
| 2020           | Trixie and Katya Save the World | Она сама (в драге) |                                                                       |
| 2020           | The Pit Stop                    | Она сама (в драге) |                                                                       |

### Фильмы
| Год  | Название                                | Роль               | Примечания      |
| ---- | --------------------------------------- | ------------------ | --------------- |
| 2016 | Redmond Hand, Private Dick              | Информатор         | Короткометражка |
| 2017 | Себастиан                               | Ксения             |                 |
| 2018 | Ураган Бьянка 2: Из России с ненавистью | Катя/Митя          |                 |
| 2018 | Тихая комната                           | Дэвид              | Короткометражка |
| 2020 | Trixie Mattel: Moving Parts             | Она сама (в драге) | Документальный  |
| 2020 | The Queens                              | Она сама (в драге) | Документальный  |
| 2020 | Ru’s Angels                             | Она сама (в драге) | Короткометражка |

## Дискография

### Мини-альбомы
| Название                  | Детали                                                                                                |
| ------------------------- | --- |
| Vampire Fitness           | - Выпущен: 13 ноября 2020 - Лейбл: Producer Entertainment Group - Формат: цифровая загрузка, стриминг |
| Vampire Fitness (Remixed) | - Выпущен: 23 апреля 2021 - Лейбл: Producer Entertainment Group - Формат: цифровая загрузка, стриминг |

## Награды и номинации
| Год  | Награда       | Категория    | Номинант | Результат | Прим.  |
| ---- | ------------- | ------------ | -------- | --------- | ------ |
| 2020 | The Queerties | Drag Royalty | Она сама | Победа    | [ 44 ] |